# بيتر فيتيغ
بيتر فيتيغ (بالألمانية: Peter Wittig)‏ (و. 1954  م) هو دبلوماسي، وقانوني ألماني، ولد في بون.

## مناصب
تولى منصب سفير ألمانيا لدى الولايات المتحدة ‏ (منذ 2014)
- مندوب ألمانيا الدائم لدى الأمم المتحدة ‏ (ديسمبر 2009–2014)
- سفير ألمانيا لدى قبرص (1999–2002)
- سفير

.

## التعليم
تعلم في جامعة أوكسفورد، وتعلم في جامعة بون، وتعلم في جامعة فرايبورغ
.

## جوائز
حصل على جوائز منها:

وسام الصليب من رتبة استحقاق من جمهورية ألمانيا الاتحادية

## روابط خارجية
- بيتر فيتيغ على موقع مونزينجر (الألمانية)